# Angerville-l'Orcher
Angerville-l’Orcher là một xã thuộc tỉnh Seine-Maritime trong vùng Normandie miền bắc nước Pháp.

## Huy hiệu
| Arms of Angerville-l’Orcher | The arms of Angerville-l’Orcher are blazoned: Or, a leopard gules and a cinqfoil sable. |

## Dân số
| Năm | 1962 | 1968 | 1975 | 1982 | 1990 | 1999 | 2006 |
| --- | ---- | ---- | ---- | ---- | ---- | ---- | ---- |
| Dân số | 698  | 735  | 927  | 1059 | 1161 | 1222 | 1301 |
| From the year 1962 on: No double counting—residents of multiple communes (e.g. students and military personnel) are counted only once. |      |      |      |      |      |      |      |